# Clackmannanshire
Clackmannanshire (en gaélico escocés: Siorrachd Chlach Mhannainn) es un concejo de Escocia (Reino Unido). Limita con los concejos de Perth and Kinross, Stirling y Fife. La capital administrativa es Alloa. Es el concejo menos poblado de Escocia, exceptuando los concejos insulares.
Históricamente fue uno de los condados de Escocia, siendo el más pequeño de ellos por lo que frecuentemente era apodado The wee county (condado pequeñito). Entre 1975 y 1996 fue uno de los distritos de la región de Central Scotland junto con Stirling y Falkirk. En 1996 fue reconstituido el antiguo condado como uno de los nuevos concejos de Escocia.
En el referéndum hecho el 19 de septiembre de 2014 donde los escoceses votaban por la independencia de su territorio de Gran Bretaña, fue el primer condado en el que se realizó un escrutinio completo, con un 46,2 % a favor de la independencia y un 53,8 % en contra de la secesión.

## Localidades con población (2016)
- Alloa 14,420
- Alva 4,600
- Clackmannan 3,240
- Coalsnaughton 1,250
- Dollar 2,800
- Glenochil 790
- Menstrie 2,870
- Sauchie 6,310
- Tillicoultry 4,650
- Tullibody 8,580[5]